# Dermestes caninus
Dermestes caninus is een keversoort uit de familie spektorren (Dermestidae). De wetenschappelijke naam van de soort werd in 1824 gepubliceerd door Ernst Friedrich Germar.